# 水俣芦北広域行政事務組合
水俣芦北広域行政事務組合（みなまたあしきたこういきぎょうせいじむくみあい）は、熊本県の南部に位置する一部事務組合（消防組合）である。
水俣市と葦北郡芦北町、津奈木町で構成される。

## 概要
- 消防本部：熊本県水俣市ひばりヶ丘3番12号
- 管内面積：430.97km2
- 職員数：
- 消防署：2カ所
- 主力機械（2015年4月1日現在）
  - 消防ポンプ自動車：4
  - はしご付消防自動車：1
  - 化学車：1
  - 救助工作車：2
  - 救急自動車：3
  - 指揮車：1

## 構成自治体
水俣市・葦北郡芦北町、津奈木町

## 構成自治体（発足当初）
水俣市、現在の葦北郡芦北町（葦北郡芦北町・田浦町）、津奈木町

## 隣接している自治体
- 熊本県
  - 八代市
  - 球磨郡球磨村
- 鹿児島県
  - 出水市
  - 伊佐市

## 消防署
| 消防署                       | 住所                               |
| ---------------------------- | ---------------------------------- |
| 水俣消防署（消防本部と兼用） | 熊本県水俣市ひばりヶ丘3番12号      |
| 芦北消防署                   | 熊本県葦北郡芦北町大字芦北2754番地 |